# Dospělec

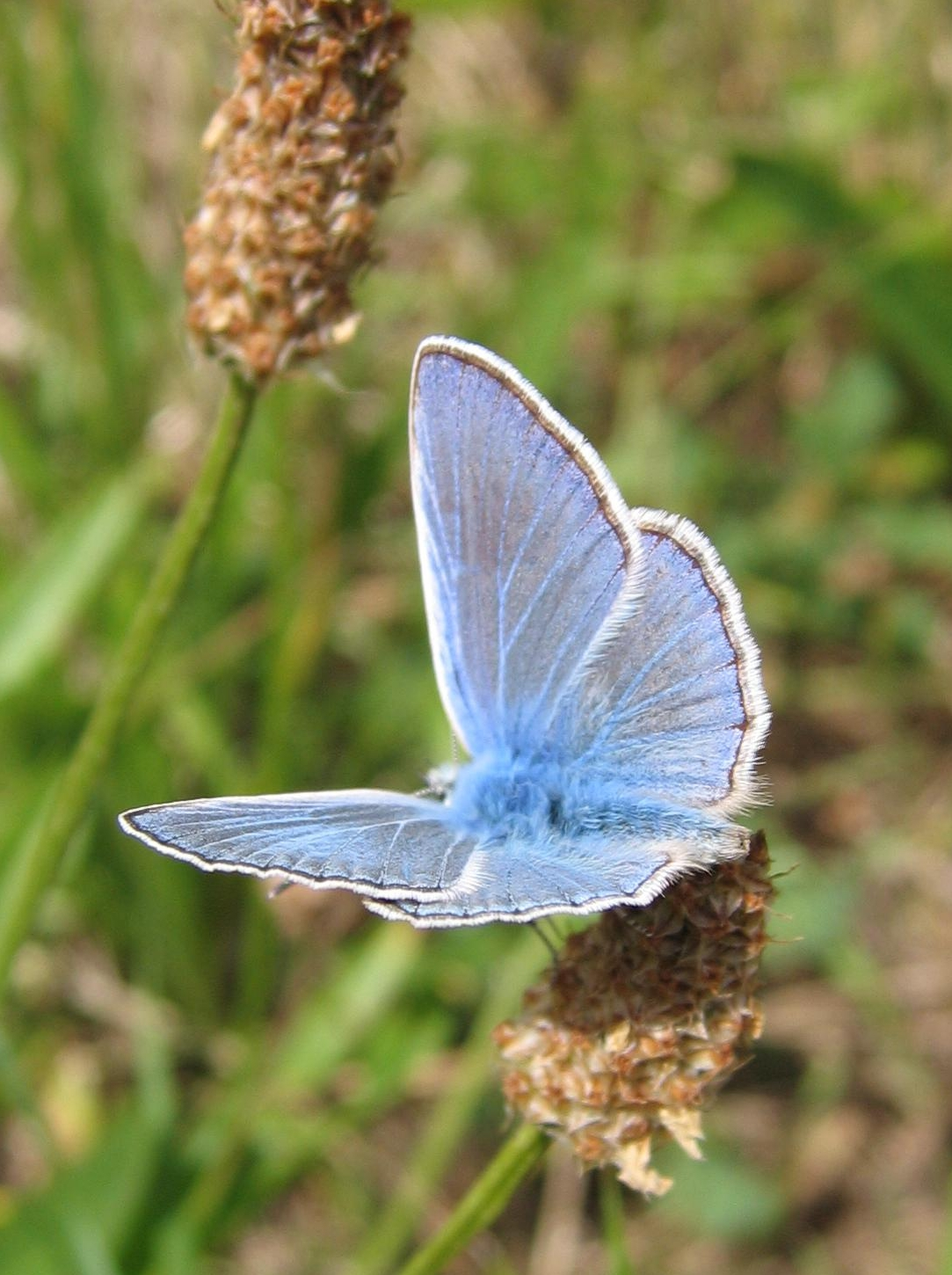
Dospělý jedinec druhu Polyommatus icarus.

Dospělec (latinsky imago: obraz) je životní stadium organismů (prvoků, rostlin, hub, živočichů včetně člověka), v němž je ukončeno fyzické dospívání. Je to poslední stadium ontogeneze organismů, v němž většinou dochází k rozmnožování.
Vývoj v dospělce může být přímý, nebo nepřímý, u hmyzu s vývojem nepřímým se rozlišuje proměna dokonalá a nedokonalá.